# Карабашмедь
АО «Карабашмедь» — градообразующее предприятие города Карабаш Челябинской области.  Основной вид деятельности — производство черновой меди из медного концентрата, с предварительным обогащением медно-цинковых руд, а также из вторичного медьсодержащего сырья.

## История
Карабашский медеплавильный завод основан в 1910 году английским акционерным обществом, возглавляемым концессионером Лесли Урквартом.
В годы первой пятилетки завод был интегрирован в систему меднодобывающей промышленности Уральской области.

## Экологические проблемы
Из-за того, что за годы советской власти оборудование предприятия практически не модернизировалось, к концу XX века экологическая обстановка в Карабаше предельно обострилась. В 1970-80-х годах завод несколько раз безуспешно пытались закрыть или перепрофилировать. Приказом Минприроды от 25 июня 1996 года № 299 город Карабаш и прилегающие территории были охарактеризованы как зона экологического бедствия. Отмечалось, что ежегодный объём выбросов в атмосферу ядовитого сернистого ангидрида заводом составлял более 118 тыс. тонн (около 7 тонн на одного жителя города). Окрестности комбината практически лишились растительности.
АО «Карабашмедь» с 2004 года находится под управлением Русской медной компании.
С начала XXI века на заводе проводится постепенная модернизация производства и переход на более щадящие к экологии технологии. В 2009 году Министерство природных ресурсов и экологии РФ исключило Карабаш из списка городов с наибольшим уровнем атмосферного загрязнения.
В мае 2019 года бывший ведущий телепередачи «Орёл и Решка» Евсей Ковалёв посетил Карабаш и поделился своими впечатлениями об экологической обстановке в городе.
По данным экологического контроля, за год трубы завода в Карабаше выпускают в атмосферу более 180 тонн газов, которые затем выпадают на город в виде кислотных дождей и белых хлопьев.

## Аварии
1 октября 2015 г. в металлургическом цехе завода произошла разгерметизация системы охлаждения отходящих газов плавильной печи. В результате ожоги разной степени тяжести получили 10 сотрудников предприятия, из них позже двое скончались.

## Фотографии
- Карабашский медный завод в 1925 году
- Современный вид предприятия
- Гора в Карабаше, лишившаяся растительности от воздействия выбросов «Карабашмеди»